# خاویر پرز-کاپدویلا
خاویر پرز-کاپدویلا (Javier Perez-Capdevila) (متولد ۷ فوریه ۱۹۶۳) دانشمند، ریاضی‌دان و پروفسور اهل کوبا است. وی با معرفی عملیات ترکیبی مجموعه‌های فازی، در میان سایر دست‌آوردهای نظری در ریاضیات فازی و هم‌چنین معرفی مفهوم «توان‌مندی‌های کارگری» با کمک روشی برای سنجش این توان‌مندی‌ها، شناخته شده‌است.

## اصلی‌ترین دست‌آوردهای علمی
از زمانی‌که «جاومه گیل آلوجا» در سال ۱۹۹۶ مفهوم شاخص یا ضریب کفایت را ارائه کرد، برداشت‌های زیادی از کفایت در نظر گرفته شد. پرز-کاپدویلا برای حل آن، مفاهیم «اضافه‌وزن در انطباق»، «ضریب فازی» برای «ضرایب کفایت مساوی» و «ضریب گره‌شکن تعدیل‌شده» برای ضرایب کفایت مساوی را معرفی کرد. او با دقت به معرفی این موارد می‌پردازد تا بتواند به تعداد نامحدودی از مواردی با ضرایب کفایت مساوی برسد؛ لذا یک نظریه در مورد مناسب بودن گزینه‌ها برای یک پروفایل از پیش تعیین شده ارائه کند.
عملیات ترکیبی از مجموعه‌های فازی ساخته شده‌است که در آن عناصر جدید با درجه‌های خاصی از تعلق، از عناصرِ با طبیعت متفاوت به دست می‌آیند.
او در زمینه ریاضیات کاربردی به پیشرفت‌های مهمی در زمینه ارزیابی اثرهای اقتصادی و کنترل گونه‌های بیگانه مهاجم و ناشناخته دست یافته و موفق به کسب دست‌آوردهای نظری مهمی شده‌است. او به توسعه مفاهیم منفعت فردی از یک گونه بیگانه مهاجم، منفعت جمعی از گونه‌های بیگانه مهاجم و ناشناخته، تجزیه و تحلیل هزینه-منفعت پیشینی گونه‌های بی‌گانه مهاجم و ناشناخته و تحلیل هزینه و فایده پسینی گونه‌های بی‌گانه مهاجم کمک کرده‌است و هم‌چنین روشی برای انجام آن تحلیل‌های را ارائه کرده‌است.
پرز-کاپدویلا در حوزه سازمانی با استفاده از ترکیب مجموعه‌های فازی، روش نظری تجزیه و تحلیل و ترکیب، تعاریف توانایی‌ها را بر اساس ترتیب زمانی مورد مطالعه قرار داده و تعریف جدیدی از آن‌ها (توانش (سازمان)) ارائه می‌کند که اندازه‌گیری‌شان را آسان می‌سازد. پرز-کاپدویلا بر اساس این واقعیت علمی، یک الگوریتم کاری برای اندازه‌گیری توانایی‌ها بر اساس برداشت انسان می‌سازد. نقشه‌هایی (برای تعریف آن‌ها) ارائه می‌کند. وی هم‌چنین افراد را بر اساس عناصر توانایی‌شان طبقه‌بندی می‌کند، روشی برای ایجاد ارتباط بین توانایی‌ها و معاش ارائه می‌دهد و یک شبیه‌ساز تهیه می‌کند که توانایی‌ها را با میزان بهره‌وری و کیفیت کار مرتبط می‌سازد.
وی با ایجاد یک روش، بین توانایی‌های کاری و دستمزدها ارتباط ایجاد کرد. این روش زیان‌های ناشی از عدم توان‌مندی‌ها (کاری و حرفه‌ای) را ارزیابی می‌کند. به همین‌ترتیب پرز-کاپدویلا یک دستگاه شبیه‌سازی ساخت تا به کمک آن توان‌مندی‌ها را با بهره‌وری کار و کیفیت کار مرتبط کند.
وی منتقد روش انجام تحلیل SWOT (نقاط قوت، فرصت‌ها، نقاط ضعف و تهدیدها) است. به عقیده پرز-کاپدویلا، استفاده از گزینه‌های محدود برای ارزیابی تأثیرات و هم‌چنین برابر دانستن تمام نقاط قوت، فرصت‌ها، نقاط ضعف یا تهدیدها مدلی است که با واقعیت مطابقت ندارد. در عوض او یک روش جایگزین برای انجام این تحلیل پیشنهاد کرد و ذریعه آن، به مسئله عدم هماهنگی میان کارشناسان پرداخت.
او با در نظر گرفتن استان گوانتانامو که محل سکونت‌اش است، اولین مطالعه ادراک علم و فن‌آوری انجام شده در کوبا را هدایت کرد و با همکاری چندین پوهنتون کوبایی و هسپانوی، به عنوان یک محقق در اولین مطالعه ارزیابی پای‌داری در کوبا شناخته شد.
او به توسعه دو مفهوم جدید کمک کرد: پتانسیل بازگشت و پتانسیل مهاجرت. این دو مفهوم برای روند تجدید جمعیت کوه‌های کوبا در نظر گرفته شده‌است.
وی چندین کتاب و مقاله علمی نوشته که معروف‌ترین آن‌ها «عصر دانش»، «تعریف، سنجش و نقشه‌های توانایی‌های کارگری» و «علم و فن‌آوری از دیدگاه عامیانه» است.

## جوایز و امتیازات
- جایزه ملی آکادمی علوم کوبا، که بالاترین جایزهٔ است که توسط آکادمی علوم کوبا به دانش‌مندان کوبایی برای نتایج مرتبط با تأثیرات آشکار اعطا می‌شود.[۱۴][۱۵]
- [[نشان افتخار|حکم (امتیاز) «کارلوس خوان فینلی»: این بزرگ‌ترین جایزه علمی است که در کوبا اعطا شد. این جایزه توسط شورای دولتی جمهوری کوبا به شهروندان کوبایی و خارجی به پاس قدردانی از زحمات فوق‌العاده و کمک‌های ارزش‌مند شان به توسعه علوم طبیعی یا اجتماعی و انجام فعالیت‌های علمی یا تحقیقاتی که به‌طور ویژه به پیشرفت علوم کمک کرده و به نفع بشریت بوده‌اند، اعطا می‌شود.[۱۶]
- نشان یادبود «آنتونیو باچیلر وای مورالس»: بالاترین پاداشی که توسط انجمن علوم معلومات کوبا برای اشتراک مرتبط در مدیریت دانش، هم به‌طور تئوری و هم عملی، اعطا می‌شود.[۱۷]
- نشان افتخاری «خلاقان آینده»: توسط ریاست ملی بریگادهای فنی جوانان کوبا به‌طور خاص به شخصیت‌های برجسته علمی اعطا شد.[۱۸][۱۹]
- امتیاز «خوان توماس روگ» به پاس ۳۰ سال خدمات، برای قدردانی از زحمات وی مانند ارتباط حوزه کارگری با کار علمی در چندین شاخه از اقتصاد و زندگی اجتماعی کشور.[۱۷]
- دریافت عنوان افتخاری (آکادمیک) پروفیسور از بنیاد «کومفنالکو» کلمبیا.[۲۰]